# Brighton & Hove Albion FC
Brighton & Hove Albion Football Club is een Engelse voetbalclub uit Brighton, opgericht in 1901 en spelend in de Premier League.

## Geschiedenis

### Eerste decennia
Brighton & Hove Albion werd opgericht in 1901 en 19 jaar later, in 1920, toegelaten tot de English Football League waarin het ging aantreden in de nieuwe Third Division. In de voorgaande jaren speelde Brighton & Hove haar wedstrijden in de Southern Football League. In 1910 won de club haar, tot dusver, enige zilverwerk door Aston Villa te verslaan in de strijd om het Community Shield.
Tot het seizoen 1957/58 bleef Brighton & Hove actief in de Third Division, want dat jaar trad het voor het eerst aan in de Second Division. Hier zou het tot een degradatie in 1962 in uitkomen, waarna een jaar later nóg een degradatie volgde. Na een kampioenschap in 1965 wisten ze zich tot 1972 te handhaven in de Third Division en uiteindelijk als runner-up te promoveren naar de Second Division.

### Mike Bamber
Voorzitter Mike Bamber, aan het roer tussen 1972 en 1983, wist in 1973 Brian Clough aan te stellen als hoofdtrainer van de club. De succestrainer van Derby County en later Nottingham Forest moest de club verder helpen, maar vertrok na een jaar alweer uit de Engelse kustplaats. Het duurde tot 1979 voordat er onder leiding van trainer Alan Mullery promotie werd bewerkstelligd naar het hoogste niveau, de First Division. Het seizoen 1982/83 begon wisselvallig, met daarin overwinningen op grootmachten Arsenal en Manchester United, en resulteerde uiteindelijk in het ontslag van trainer Mike Bailey in december 1982. Zijn opvolger slaagde er niet in Brighton & Hove te behouden voor het hoogste niveau.
Ondanks haar degradatie wisten The Seagulls in het daaropvolgende seizoen vriend en vijand te verbazen door de FA Cup-finale te bereiken. Uiteindelijk was Manchester United hierin over twee wedstrijden te sterk.

### Dick Knight
Na vier seizoenen op het tweede niveau volgde degradatie naar de Third Division, waarbij het direct weer terug promoveerde. In de jaren die volgde ging de club meerdere malen heen en weer tussen de verschillende divisies.
Door de financiële situatie van de club werd het stadion, Goldstone Ground in Hove, noodgedwongen verkocht om de grote schulden af te lossen. Hoofdtrainer Jimmy Case werd na een slecht begin van het seizoen 1996/97 ontslagen en vervangen door Steve Gritt. Onder zijn leiding verbeterde langzaam de resultaten van de club. Dick Knight, een vermogende fan van de club, nam in 1997 de controle over de club nadat de druk vanuit de supporters het vorige bestuur had doen opstappen na de verkoop van het stadion. Aan het einde van het seizoen was het team inmiddels opgeklommen zodat lijfsbehoud werd veiliggesteld.
De verkoop van het stadion vond doorgang, waardoor Brighton & Hove noodgedwongen 70 miles verderop in het Priestfield Stadium van Gillingham FC moest spelen voor twee seizoenen. In 1999 volgde een verhuizing naar het Withdean Stadium. In het laatste seizoen op Goldstone Ground degradeerde de club bijna uit de Football League, maar een overwinning op Doncaster Rovers in de laatste thuiswedstrijd voorkwam dat. De club moest een play-off spelen tegen Hereford United en doordat, na een 1-1 uitslag, Hereford minder doelpunten had gescoord, degradeerde Brighton & Hove niet. Robbie Reinelt scoorde de belangrijke goal, nadat Kerry Mayo een eigen goal had gescoord.
Daarna ging het weer de goede kant op. In 2001 promoveerde de club naar de Second Division en een jaar later zelfs naar de First Division. Brighton & Hove was hiermee de zevende club die in twee seizoenen in twee verschillende competities kampioen werd. Ze degradeerden echter meteen weer, maar via de play-offs wist de club in 2004 weer terug te keren naar het Championship, waar The Seagulls zich door een gelijkspel op de laatste speeldag wisten te handhaven. Hierdoor was het slechts vijf jaar na een naderend faillissement weer dichter bij de Premier League dan ooit. In het seizoen 2005/06 wist Brighton & Hove degradatie echter niet af te wenden. Al keerde het spoedig weer terug op dat niveau.

### Tony Bloom

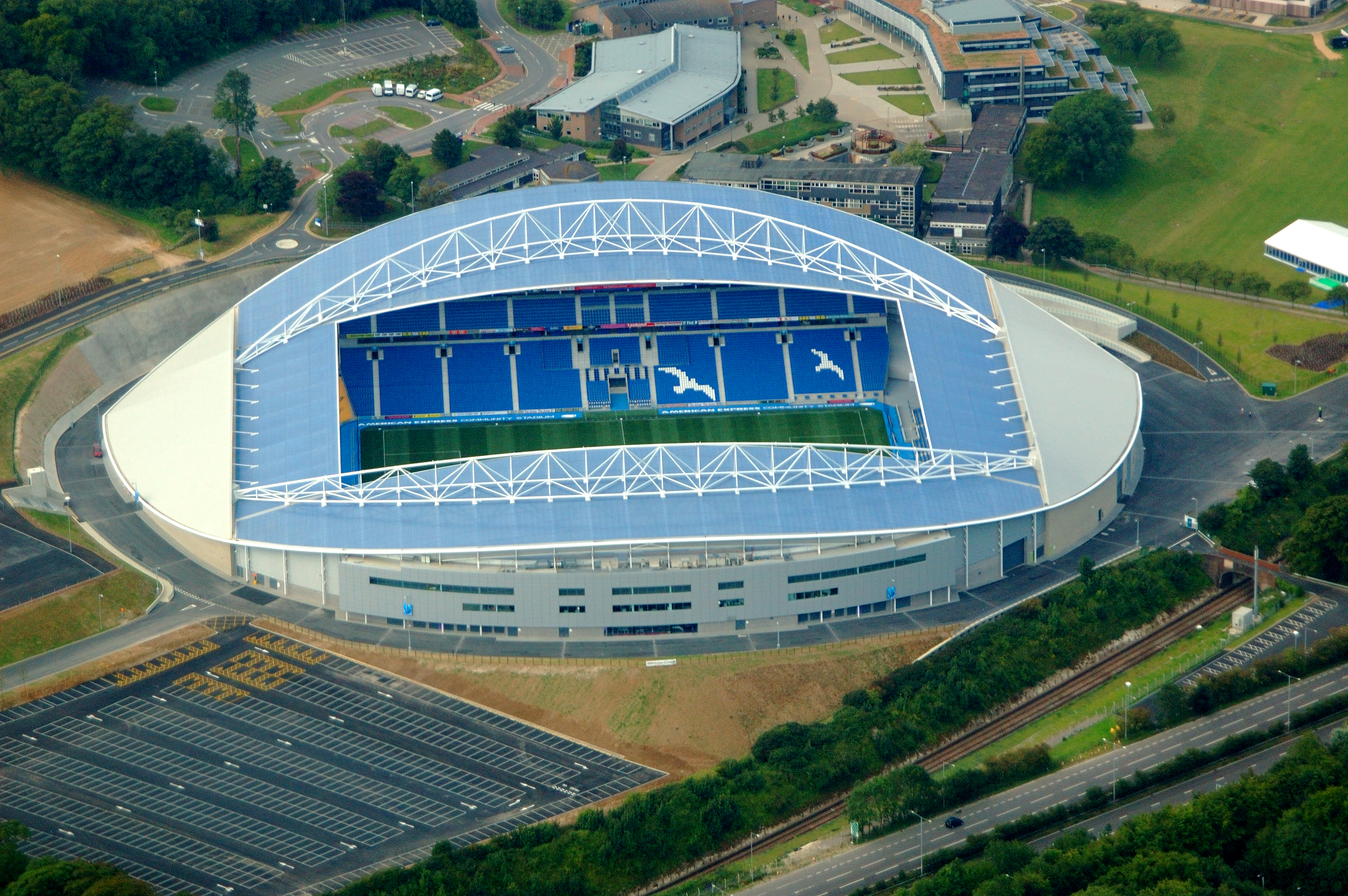
American Express Community Stadium

In mei 2009 trad ondernemer Tony Bloom aan als voorzitter van de club, nadat hij een investering van 93 miljoen pond voor het Falmer Stadium en 75 procent van de aandelen had veiliggesteld.
In het seizoen 2010/11, het laatste jaar in het Withdean Stadium, werd Brighton & Hove kampioen van de League One, onder leiding van trainer-coach Gustavo Poyet, zodat het promoveerde naar het Championship. In het seizoen 2012/13 wisten The Seagulls bijna promotie naar de Premier League af te dwingen, maar in de halve finale van de play-offs ging de ploeg van Poyet onderuit tegen rivaal Crystal Palace. Een jaar later strandde Brighton & Hove wederom in de halve finales van de play-offs. Deze keer was Derby County te sterk.
Onder leiding van Chris Hughton streed Brighton & Hove opnieuw mee om promotie met een reeks waarbij het 21 wedstrijden op rij niet verloren. Tijdens de laatste speelronde had het een overwinning nodig op bezoek bij Middlesbrough, maar hierin kwam het niet verder dan een 1-1 gelijkspel. Opnieuw moest het team daardoor aantreden in de play-offs. Sheffield Wednesday schakelde Brighton & Hove hierin direct uit.
Ook in het seizoen 2016/17 zette het team een sterke reeks van 18 ongeslagen wedstrijden op rij neer. De ploeg stond in december voor het eerst op een positie die recht geeft op directe promotie. Op 17 april 2017 won Brighton & Hove Albion met 2-1 van Wigan Athletic. Daardoor was de ploeg van Hughton zeker van promotie naar de Premier League, waarbij het na een afwezigheid van 34 jaar terugkeerde op het hoogste niveau. Op de slotdag, gespeeld op zondag 7 mei 2017, ging de titel in het Championship echter naar Newcastle United, nadat Newcastle United won en Brighton & Hove niet verder kwam dan een 1-1 gelijkspel tegen Aston Villa.

#### Premier League-voetbal
Bij de rentree op het hoogste niveau verloor het op eigen veld met 2-0 van de latere kampioen Manchester City. In januari stond de club één punt boven de degradatiezone, maar met onder andere overwinning op Arsenal en Manchester United wist de club lijfsbehoud veilig te stellen en als vijftiende te eindigen. Het seizoen erop lukte ze het opnieuw zich veilig te spelen. In de FA Cup reikte het tot de halve finale, maar daarin was Manchester City te sterk.
In aanloop naar het seizoen 2019/2020 werd er afscheid genomen van hoofdtrainer Hughton die werd opgevolgd door Swansea City-trainer Graham Potter. In zijn eerste twee seizoenen, onderbroken door de gevolgen van de coronapandemie, eindige The Seagulls als vijftiende en zestiende. Hierdoor slaagde Brighton & Hove er voor het eerst in langer dan vier seizoenen op het hoogste niveau actief te zijn.
De club bereikte in 2022 haar hoogste eindnotering tot dusver met een negende positie op de ranglijst. Een recordaantal punten van 51 werd behaald. Slechts enkele weken na het begin van het nieuwe seizoen besloot Potter de overstap te maken naar Chelsea om daar Thomas Tuchel op te volgen. In Brighton nam Roberto De Zerbi het roer over. Onder zijn leiding bereikte de club weer eens de halve finale van de FA Cup, waarin het werd uitgeschakeld na strafschoppen. Op 21 mei 2023 wist Brighton & Hove zich voor het eerst in haar bestaan te kwalificeren voor Europees voetbal door een ticket voor de UEFA Europa League te bemachtigen. Het behaalde een nieuw recordaantal punten, 62, en eindigde hoger dan eerder in de clubgeschiedenis was gelukt; op de zesde plaats.

#### Europees voetbal
In de Europa League werd het gekoppeld aan Ajax, Marseille en AEK Athene. Het ging als koploper door naar de knock-outfase van het toernooi, waarin het AS Roma van Daniele De Rossi over twee wedstrijden met 4-1 te sterk was. In de nationale competitie kwam de ploeg al snel in de brede middenmoot terecht en bivakkeerde het eigenlijk het hele seizoen rond de tiende positie. Uiteindelijk eindigde het als elfde, waardoor het zich niet opnieuw voor Europees voetbal wist te plaatsen. De Zerbi, die vaak werd geprezen vanwege het aantrekkelijke voetbal dat hij zijn ploeg liet spelen, maakte enkele dagen voor de laatste speelronde bekend de club die zomer te verlaten.

## Erelijst
- League One (Second Division)

2002, 2011
- League Two (Third Division)

1965, 2001
- Community Shield

1910

## Eerste elftal

### Selectie
| Nr.           | Naam               | Sinds      | Contract   | Vorige club       |
| Doelmannen    | Doelmannen         | Doelmannen | Doelmannen | Doelmannen        |
| ------------- | ------------------ | ---------- | ---------- | ----------------- |
| 1             | Bart Verbruggen    | 2023       | 2028       | Anderlecht        |
| 23            | Jason Steele       | 2018       | 2026       | Sunderland        |
| 38            | Killian Cahill     | 2024       | 2025       |                   |
| Verdedigers   |                    |            |            |                   |
| 2             | Tariq Lamptey      | 2020       | 2025       | Chelsea           |
| 3             | Igor               | 2023       | 2027       | Fiorentina        |
| 4             | Adam Webster       | 2019       | 2026       | Bristol City      |
| 5             | Lewis Dunk         | 2010       | 2026       |                   |
| 29            | Jan Paul van Hecke | 2020       | 2027       | NAC Breda         |
| 30            | Pervis Estupiñán   | 2022       | 2027       | Villarreal        |
| 34            | Joël Veltman       | 2020       | 2025       | Ajax              |
| 41            | Jack Hinshelwood   | 2023       | 2028       |                   |
| 43            | Ed Turns           | 2023       | 2025       |                   |
| 47            | Imari Samuels      | 2024       | 2025       |                   |
| –             | Ferdi Kadıoğlu     | 2024       | 2028       | Fenerbahçe        |
| Middenvelders |                    |            |            |                   |
| 6             | James Milner       | 2023       | 2025       | Liverpool         |
| 10            | Julio Enciso       | 2022       | 2026       | Libertad          |
| 15            | Jakub Moder        | 2020       | 2025       | Lech Poznań       |
| 20            | Carlos Baleba      | 2023       | 2028       | Lille             |
| 25            | Matt O'Riley       | 2024       | 2029       | Celtic            |
| 26            | Yasin Ayari        | 2023       | 2027       | AIK               |
| 27            | Mats Wieffer       | 2024       | 2029       | Feyenoord         |
| Aanvallers    |                    |            |            |                   |
| 7             | Solly March        | 2013       | 2026       |                   |
| 8             | Brajan Gruda       | 2024       | 2028       | Mainz             |
| 9             | João Pedro         | 2023       | 2028       | Watford           |
| 14            | Georginio Rutter   | 2024       | 2028       | Leeds United      |
| 17            | Yankuba Minteh     | 2024       | 2029       | Newcastle United  |
| 18            | Danny Welbeck      | 2020       | 2026       | Watford           |
| 22            | Kaoru Mitoma       | 2021       | 2027       | Kawasaki Frontale |
| 24            | Simon Adingra      | 2022       | 2026       | Nordsjælland      |
| 28            | Evan Ferguson      | 2022       | 2029       |                   |

Laatste update: 30 augustus 2024

### Staf
| Functie            | Naam              | Sinds | Contract | Vorige club                |
| ------------------ | ----------------- | ----- | -------- | -------------------------- |
| Hoofdtrainer       | Fabian Hürzeler   | 2024  | 2027     | St. Pauli                  |
| Assistent-trainers | Andrew Crofts     | 2022  | 2026     | Brighton & Hove Albion –23 |
| Assistent-trainers | Jonas Scheuermann | 2024  | 2027     | Augsburg                   |
| Keeperstrainers    | Jack Stern        | 2022  |          | Cincinnati                 |
| Keeperstrainers    | Marco Knoop       | 2024  | 2027     | St. Pauli                  |

Laatste update: 30 augustus 2024

## Overzichtslijsten

### Eindklasseringen sinds 1947
- 1947 17e
Third Division North / South
- 1948 22e
Third Division North / South
- 1949 6e
Third Division North / South
- 1950 8e
Third Division North / South
- 1951 13e
Third Division North / South
- 1952 5e
Third Division North / South
- 1953 7e
Third Division North / South
- 1954 2e
Third Division North / South
- 1955 6e
Third Division North / South
- 1956 2e
Third Division North / South
- 1957 6e
Third Division North / South
- 1958 1e
Third Division North / South
- 1959 12e
Second Division
- 1960 14e
Second Division
- 1961 16e
Second Division
- 1962 22e
Second Division
- 1963 22e
Third Division
- 1964 8e
Fourth Division
- 1965 1e
Fourth Division
- 1966 15e
Third Division
- 1967 19e
Third Division
- 1968 10e
Third Division
- 1969 12e
Third Division
- 1970 5e
Third Division
- 1971 14e
Third Division
- 1972 2e
Third Division
- 1973 22e
Second Division
- 1974 19e
Third Division
- 1975 19e
Third Division
- 1976 4e
Third Division
- 1977 2e
Third Division
- 1978 4e
Second Division
- 1979 2e
Second Division
- 1980 16e
First Division
- 1981 19e
First Division
- 1982 13e
First Division
- 1983 22e
First Division
- 1984 9e
Second Division
- 1985 6e
Second Division
- 1986 10e
Second Division
- 1987 22e
Second Division
- 1988 2e
Third Division
- 1989 19e
Second Division
- 1990 18e
Second Division
- 1991 6e
Second Division
- 1992 23e
Second Division
- 1993 9e
Second Division
- 1994 14e
Second Division
- 1995 16e
Second Division
- 1996 23e
Second Division
- 1997 23e
Third Division
- 1998 23e
Third Division
- 1999 17e
Third Division
- 2000 11e
Third Division
- 2001 1e
Third Division
- 2002 1e
Second Division
- 2003 23e
First Division
- 2004 4e
Second Division
- 2005 20e
Championship
- 2006 24e
Championship
- 2007 18e
League One
- 2008 7e
League One
- 2009 16e
League One
- 2010 13e
League One
- 2011 1e
League One
- 2012 10e
Championship
- 2013 4e
Championship
- 2014 6e
Championship
- 2015 20e
Championship
- 2016 3e
Championship
- 2017 2e
Championship
- 2018 15e
Premier League
- 2019 17e
Premier League
- 2020 15e
Premier League
- 2021 16e
Premier League
- 2022 9e
Premier League
- 2023 6e
Premier League
- 2024 11e
Premier League
- 2025 8e
Premier League

- First Division
- Second Division
- Third Division
- Fourth Division
- Premier League
- Championship
- League One

ⓘ In 1992 invoering van de Premier League en opheffing van de Fourth Division; in 2004 opheffing van de First, Second en Third Division.
Overzicht Europese seizoenen;
- UEFA Europa League (1x)

2023/24

### In Europa
Uitslagen vanuit gezichtspunt Brighton & Hove Albion
| Seizoen | Competitie    | Ronde        | Land                 | Club                | Totaalscore | 1e W    | 2e W    | PUC  |
| ------- | ------------- | ------------ | -------------------- | ------------------- | ----------- | ------- | ------- | ---- |
| 2023/24 | Europa League | Groep B      | Vlag van Nederland   | AFC Ajax            | 4-0         | 2-0 (T) | 2-0 (U) | 16.0 |
|         |               | Groep B      | Vlag van Frankrijk   | Olympique Marseille | 3-2         | 2-2 (U) | 1-0 (T) | 16.0 |
|         |               | Groep B (1e) | Vlag van Griekenland | AEK Athene          | 3-3         | 2-3 (T) | 1-0 (U) | 16.0 |
|         |               | 1/8          | Vlag van Italië      | AS Roma             | 1-4         | 0-4 (U) | 1-0 (T) | 16.0 |

Totaal aantal punten behaald voor de UEFA Coëfficiënten: 16.0

## Bekende (oud-)Seagulls

### Spelers
- Kemy Agustien
- Soufyan Ahannach
- Yves Bissouma
- Dan Burn
- Moisés Caicedo
- Marc Cucurella
- Ansu Fati
- Billy Gilmour
- Pascal Groß
- Jan Paul van Hecke
- Danny Holla
- José Izquierdo
- Alireza Jahanbakhsh
- Hans Kraay jr.
- Tim Krul
- Anthony Knockaert
- Michel Kuipers
- Adam Lallana
- Rajiv van La Parra
- Jürgen Locadia
- Alexis Mac Allister
- Niki Mäenpää
- Elvis Manu
- Neal Maupay
- James Milner
- Yankuba Minteh
- Davy Pröpper
- Robert Sánchez
- Kjell Scherpen
- Mike Small
- Leandro Trossard
- Deniz Undav
- Joël Veltman
- Bart Verbruggen
- Danny Welbeck
- Ben White
- Mats Wieffer
- Dean Wilkins
- Bobby Zamora

### Trainers
- Brian Clough
- Roberto De Zerbi
- Óscar García
- Chris Hughton
- Fabian Hürzeler
- Sami Hyypiä
- Graham Potter
- Gustavo Poyet
- Dean Wilkins

## Trivia
- Norman Cook, beter bekend als Fatboy Slim, is een supporter van de club. Tot 2008 was zijn platenlabel Skint de hoofdsponsor van de club gedurende negen jaar.